# Vida de película
Vida de película es una serie de televisión unitaria argentina que se emite el 9 de marzo de 2017 en la Televisión Pública Argentina.

## Sinopsis
Vida de película es una historia que girará en torno a Ernesto, un hombre que a los 60 años tiene la oportunidad de reconciliarse con su padre  y perdonarlo a pesar de haber tenido con él una conflictiva y dolorosa relación.
Cuando su padre sufre un accidente cerebrovascular, Ernesto regresa a la casa para acompañar a su madre. Los recuerdos desde la más temprana pubertad vuelven a su memoria, y a lo largo de la corta convalecencia, recorre su vida, sus amores, y la vida del cine argentino.
En cada capítulo, una serie de imágenes documentales ubicarán la acción en el marco histórico-político correspondiente, junto a las imágenes del cine nacional recorriendo su historia, y las imágenes del cine italiano inducidas por el mentor del protagonista.

## Protagonistas
- Luis Machín - Ernesto (adulto)
- Viviana Saccone - Sofía (adulta)
- Guillermo Arengo - Antonio
- Sergio Surraco - Pablo (adulto)
- Oscar Ferrigno - Nicola
- Nicolás Condito - Ernesto (joven)
- Rodrigo Noya - Mateo (joven)
- Silvina Quintanilla - María
- Valeria Lorca - Elvira
- Malena Sánchez - Sofía (joven)
- Marina Glezer - Erica
- Eric Gysel Kaestner - Ernesto (niño)
- Gabo Correa - Mateo (adulto)
- Enrique Dumont - Padre Pedro
- Guido Botto Fiora - Daniel
- Martín Pavlovsky - Salvador
- Graciela Borges

## Narración
- Víctor Hugo Morales.

## Basado en Pascual Condito
- Pascual Condito.

## Audiencia
| #1  | Jueves | 9 de marzo de 2017  |  |  |  |  |
| #2  | Jueves | 16 de marzo de 2017 |  |  |  |  |
| #3  | Jueves | 23 de marzo de 2017 |  |  |  |  |
| #4  | Jueves | 30 de marzo de 2017 |  |  |  |  |
| #5  | Jueves | 6 de abril de 2017  |  |  |  |  |
| #6  | Jueves | 13 de abril de 2017 |  |  |  |  |
| #7  | Jueves | 20 de abril de 2017 |  |  |  |  |
| #8  | Jueves | 27 de abril de 2017 |  |  |  |  |
| #9  | Jueves | 4 de mayo de 2017   |  |  |  |  |
| #10 | Jueves | 11 de mayo de 2017  |  |  |  |  |
| #11 | Jueves | 18 de mayo de 2017  |  |  |  |  |
| #12 | Jueves | 25 de mayo de 2017  |  |  |  |  |
| #13 | Jueves | 1 de junio de 2017  |  |  |  |  |

     Emisión más vista hasta el momento.

     Emisión menos vista hasta el momento.

- Datos: Q30911577